# Apoštolský vikariát Bejrút
Apoštolský vikariát Bejrút je vikariát římskokatolické církve, nacházející se v Libanonu.

## Historie
Latinský obřad katolické církve v Libanonu přišel s křížovými výpravami na konci 11. století a konečnou porážkou křižáků na Blízkém východě v druhé polovině 13. století. V tomto období se v zemích kde leží současný Libanon, vytvořilo několik latinských církevních oblastí, které nahrazovaly staré biskupství vzniklá v počátcích křesťanství: arcidiecéze Tyr, se sufragánními diecézemi Ptolemais ve Fénicii, Caesarea Philippi, Sidón a Berytus, zatímco Latinský antiochijský patriarchát měl diecéze Byblus, Tripolis a Antarados. Tyto diecéze jsou zaniklé a používají se jako titulární sídla.
Obřad pokračoval příchodem františkánů i jiných katolických řádů např. kapucínů, karmelitánů a poté i lazaristů a jezuitů. Pro věřící latinského obřadu v Libanonu nebylo vytvořeno žádné církevní území, až do konce francouzského mandátu na konci druhé světové války kdy apoštolský delegát v Sýrii usedl jako biskup pro latinské věřící v Libanonu.
Vikariát byl vytvořen dne 4. června 1953 bulou Solent caeli papeže Pia XII., z části území apoštolského vikariátu Aleppo. Apoštolští vikáři jsou členy Konference latinských biskupů arabských oblastí. Apoštolský vikariát podléhá přímo Svatému stolci.

## Současnost
Hlavním chámem je Katedrála Svatého Ludvíka. K roku 2010 měl vikariát 15 000 věřících, 1 diecézního kněze, 160 řeholních kněží, 1 stálého jáhna, 208 řeholníků, 1 115 řeholnic a 8 farností.

## Seznam apoštolských vikářů
- Eustace John Smith, O.F.M. (1955 – 1973)
- Paul Bassim, O.C.D. (1974 – 1999)
- Paul Dahdah, O.C.D. (1999 – 2016)
- Cesar Essayan, O.F.M.Conv., (od 2. srpna 2016)